# Marcação social
Na linguística e nas ciências sociais, marcação é um conceito que se refere à maneira como as pessoas usam a linguagem para se comunicar e como isso reflete sua posição social e cultural. Por exemplo, o uso de gírias ou dialetos pode indicar a origem geográfica ou social de uma pessoa. A marcação também pode ser usada para indicar o status social ou a identidade de gênero de uma pessoa. A marcação é relacionada à sociolinguística e pode ser estudada em várias áreas, incluindo antropologia, sociologia e psicologia social.
A marcação gramatical envolve a caracterização do que é padrão ou norma como não marcado ou inespecífico, em contraste com uma ou mais possíveis formas "irregulares" ou marcadas. Em linguística, a marcação pode aplicar-se, entre outras, a oposições fonológicas, gramaticais e semânticas, definindo-as em termos de oposições marcadas e não marcadas, como honesto (não marcado) vs desonesto (marcado). A marcação pode ser puramente semântica ou pode ser realizada como morfologia extra. O termo deriva da marcação de uma função gramatical com um sufixo ou outro elemento, e foi estendido a situações onde não há distinção morfológica.
Nas ciências sociais de forma mais ampla, a marcação é, entre outras coisas, usada para distinguir dois significados do mesmo termo, onde um é de uso comum (sentido não marcado) e o outro é especializado em um determinado contexto cultural (sentido marcado).
Em psicologia, o conceito de marcação das ciências sociais é quantificado como uma medida de quanto uma variável é marcada como preditor ou possível causa de outra, e também é conhecido como Δp (deltaP) em casos simples de duas escolhas. Consulte a matriz de confusão para obter mais detalhes.